# Sporozyste
Sporozysten nennt man ein Entwicklungsstadium der parasitischen Saugwürmer (Trematoda), welches eine besondere Anpassung an den Wirt darstellt und in einem Zwischenwirt stattfindet.

## Entwicklung
Sporozysten entstehen aus Miracidien (Wimpernlarven). Miracidien brauchen Schnecken als Zwischenwirt, die sie aktiv aufsuchen. Während des Einbohrens in den Wirtsorganismus verliert das Miracidium bei den meisten Arten seine Wimpern. Meist in der Nähe der Invasionsstelle entwickelt sich im Inneren des Wirtsorganismus durch Umstrukturierung und Differenzierung die Sporozyste.
Die Entwicklung von Sporozysten kann je nach Art recht unterschiedlich verlaufen. Bei verschiedenen Saugwürmern findet eine ungeschlechtliche Vermehrung der Sporozysten statt. Hierbei bildet sich zuerst eine Muttersporozyste.
Die ausgewachsene Sporozyste besteht aus einem großen, ungegliederten, unbewimperten Sack, der außer Muskeln und Keimzellen keine weiteren Organe besitzt. Aufgrund des enormen Wachstums und der hohen Reproduktionsleistung müssen die umfangreiche Nährstoffaufnahmen und die Abgabe der Stoffwechselendprodukte über die Außenhülle, die Neodermis erfolgen. Im Inneren der Sporozyste beginnen bei vielen Arten die Keimzellen mit der Teilung, wodurch sehr ähnliche Organismen, die ungeschlechtlichen Tochtersporozysten, entstehen. Durch Aufplatzen der Neodermis werden diese frei und können sich zur Weiterentwicklung in der Mitteldarmdrüse (Hepatopankreas) der Schnecke ansiedeln. In den Tochtersporozysten entsteht dann die nächste Generation. Diese entwickeln sich im Endwirt zu Zerkarien. Bei anderen Arten entwickeln sich stattdessen sogenannte Redien (s. u.).
Bei Leucochloridium paradoxum beispielsweise bilden sich ein oder mehrere Sporozystenschläuche, die sich durch den ganzen Körper des Wirtes, der Bernsteinschnecke, erstrecken und eine farbig gebänderte und pulsierende "Fühlermade" bilden. Hierdurch wird der Endwirt, ein Vogel, angelockt, der die Fühlermade frisst und somit die Sporozysten aufnimmt.

### Redien (Stablarven)
Redien haben im Gegensatz zu Sporozysten einen kurzen, stabförmigen Darm. Die Oberfläche bildet nahe dem Hinterende zwei Verwölbungen, die der Fortbewegung der Redie innerhalb der Schnecke dienen. Die Oberfläche der Neodermis ist bei den meisten Arten von einer Geburtsöffnung durchbrochen, die mit den Keimballen im Inneren verbunden ist. Hier können entweder wieder Redien oder geschwänzte Zerkarien gebildet werden. Bei einigen Arten erfolgt die Zerkarienproduktion erst nach einer gewissen Anzahl von Generationen. So ist es möglich, dass nach der Infektion einer Schnecke mit einem einzigen Miracidium bis zu 100.000 Zerkarien austreten können.
Im Endwirt entwickeln sich die Zerkarien zu adulten, geschlechtsreifen Tieren.
Siehe auch: Parasiten des Menschen